# Kroosvarensnuittorretje
Het kroosvarensnuittorretje (Stenopelmus rufinasus) is een snuitkeversoort uit het geslacht Stenopelmus.

## Ecologie
Het habitat van het kroosvarensnuittorretje omvat lemnide watervegetatie met veel kroosvaren, waarmee zowel de larven als de imagines van de kever zich voeden. In door grote kroosvaren gedomineerde slootvegetatie (van de eendenkroos-klasse) kan het kroosvarensnuittorretje zeer talrijk aanwezig zijn.
De soort komt oorspronkelijk uit Noord-Amerika, en hij is opzettelijk in Zuid-Afrika en Europa geïntroduceerd ten behoeve van de bestrijding van grote kroosvaren.